# Tianjin Open
Tianjin Open — жіночий тенісний турнір, що проводиться у місті Тяньцзінь у Китаї з 2014 року.

## Фінали

### Одиночний розряд
| Рік  | Чемпіонка          | Фіналістка        | Рахунок        |
| ---- | ------------------ | ----------------- | -------------- |
| 2019 | Ребекка Петерсон   | Гезер Вотсон      | 6–4, 6–4       |
| 2018 | Каролін Гарсія     | Кароліна Плішкова | 7–6(9–7), 6–3  |
| 2017 | Марія Шарапова     | Арина Соболенко   | 7–5, 7–6(10–8) |
| 2016 | Пен Шуай           | Алісон Ріск       | 7–6(7–3), 6–2  |
| 2015 | Агнешка Радванська | Данка Ковінич     | 6–1, 6–2       |
| 2014 | Алісон Ріск        | Белінда Бенчич    | 6–3, 6–4       |

### Парний розряд
| Рік  | Чемпіонки                           | Фіналістки                     | Рахунок               |
| ---- | ----------------------------------- | ------------------------------ | --------------------- |
| 2019 | Аояма Сюко Ена Сібахара             | Нао Хібіно Като Мію            | 6–3, 7–5              |
| 2018 | Ніколь Мепіхар Квета Пешке          | Монік Адамчак Джессіка Мор     | 6–4, 6–2              |
| 2017 | Ірина-Камелія Бегу Сара Еррані      | Даліла Якупович Ніна Стоянович | 6–4, 6–3              |
| 2016 | Крістіна Макгейл Пен Шуай           | Магда Лінетт Сю Іфань          | 7–6(10–8), 6–0        |
| 2015 | Сю Іфань Чжен Сайсай                | Дарія Юрак Ніколь Меліхар      | 6–2, 3–6, [10–8]      |
| 2014 | Алла Кудрявцева Анастасія Родіонова | Сорана Кирстя Андрея Клепач    | 6–7(6–8), 6–2, [10–8] |

## Виноски
1. ↑  Preview Notes: Tianjin Open (PDF). Архів оригіналу (PDF) за 31 жовтня 2017. Процитовано 15 жовтня 2017.